# Пекиншка патка (музичка група)
Пекиншка патка је била југословенска панк/новоталасна група из Новог Сада.

## Историјат
Једну од првих аутентичних панк група у Југославији оформили су јула 1978. године Небојша Чонкић Чонта, професор у Електротехничком школском центру и гитариста Сретен Ковачевић Среле (< Кафе Експрес < Трафо). У оригиналној постави поред њих били су бубњар Ласло Пихлер Цила (< Кафе Експрес < Танкер) и Милош Журић Жура, бас гитара.
Дебитовали су на Машинцу пред „рекордних“ четири посетиоца: Шкора, Кара, Нега и Лаза. После тог фијаска напушта их Жура, долази Србислав Добановачки Срба, са којим наступају у дискотеци у Жабљу, а тек касније у Новом Саду, (клуб „Соња Маринковић“, који је убрзо променио име у Студио 24), концертом који је после пет-шест изведених композиција био прекинут, наводно због нестанка (читај искључења) струје! Пред крај године група свира на последњем Боом фестивалу у Новом Саду, где са скромним знањем и репертоаром, али правим визуелним идентитетом и фантастичном енергијом оставља веома добар утисак.
Почетком 79. године одлази Срба, а долазе нови басиста Борис Ословчан Бора (< Гомила Г.) и други гитариста Бошко Просеница Брча (< Директори). Крајем маја са продуцентом Габором Ленђелом (екс Тешка индустрија) у студијима Радио Новог Сада снимају седам композиција, које су током деведесетих објављене на пиратским дисковима, а слове као раритетно издање. Нова постава успешно се представља у београдском КСТ-у, где оставља изванредан утисак и бива инаугурисана у први српски (читај православни) панк бенд. Наступају на Омладинском фестивалу у Суботици, где освајају другу награду публике са песмом „Бела шљива”, а добре критике, ("Њихов наступ је мало кога оставио равнодушним и били су честа тема разговора како међу публиком тако и у „стручним“ круговима... По већини оцена Пекиншка патка је најсвежији догађај фестивала. - Бранко Вукојевић, Џубокс бр. 64, 8. јун 1979), помажу им у објављивању сингл плоче ("Бити ружан, паметан и млад“/ „Бела шљива”), коју је на предлог аутора ове књиге продуцирао Слободан Коњовић, уредник и водитељ на Студију Б, а коју је, пошто их је одбио ПГП РТБ, објавио Југотон.
На концерту у загребачком Лапидарију (јули 79) чули су их Синиша Шкарица и Вељко Деспот, уредници у поменутој диско кући, а договор око издања постигнут је истог дана. Дискографски првенац продат је у невероватних 35.000 примерака, неочекиваном тиражу и за групу и за издавача. Нема сумње да је управо тираж првог сингла Пекиншке патке одшкринуо Југотонова врата великом броју новоталасних група, између осталих и београдској екипи која се први пут представила на компилацији „Пакет аранжман”.
Током фебруара и марта 1980. године у првом новосадском приватном студију Мета Соунд група снима композиције за деби албум Плитка поезија“, који се, најпре због болести, касније због смрти Јосипа Броза Тита, појављује тек у лето исте године. Пре албума објављен је сингл „Боље да носим кратку косу"/“Ори, ори”. Провокативни наступи, начин одевања и велика популарност доносе и прве проблеме. Забрањивани су им већ уговорени наступи у Новом Саду (Студио М, дискотека хотела Парк и позориште Бен Акиба), и широм Војводине, поједине радио и телевизијске станице забрањивале су све или одређене песме групе, ТВ Нови Сад забрањује емитовање емисије коју је сама реализовала (!?), концерт у Степановићеву на Дан ослобођења места 1979. године прекинут је пошто је Чонта пред виђеним гостима и борцима из НОБ-а дувао у презервативе, које је бацао у публику, итд, итд. У оквиру манифестације Лето на Ади, где су извели композицију „Подеримо рок”, обожаваоци су нагрнули на сплав на ком је била бина, тако да је постојала реална опасност до дође до несреће. Према анегдоти, дан или два после овог инцидента Стане Доланц, тадашњи савезни министар унутрашњих постова, позвао је Стевана Дороњског, у то време првог војвођанског политичара, и обратио му се речима: „Где си панкеру“, алудирајући на „инцидент“ на Ади.
Хајке и забране код младих имале су контраефекат - читав Нови Сад био је исписан графитом „Чонта је Бог!" Међу ретким интелектуалцима који су јавно стали у одбрану Чонтине екипе био је песник Мирослав Антић, који је у локалном листу Дневник од 7. септембра 1979. године, у својој рубрици „Обично петком“, између осталог, иронично написао: „Са ових четрдесет шест година, вероватно излапео, тражићу да ме пошаљу у пензију и да ми одузму сва права да говорим, да ме тутну у ћошак и ту оставе. Јер догодило се нешто страшно: маме и тате и тог духовног панковског вође Чонкића и свих тих момака и девојака који су моји вршњаци, а ето: и модернији од мене, и европскији, и културнији, и разумнији. Мене у пензију, а њих треба још више активирати.„."
Лета '80, после наступа на Сплитском фестивалу, а у оквиру Рок вечери, уместо Срелета, који окупља групу Контраритам, и Боре, који је саботирао наступ у Сплиту “дрљајући“ по гитари окренут леђима публици, и који није желео да иде на турнеју по тадашњој Босни и Херцеговини, из групе Печат долазе гитариста Зоран Булатовић Бале и басиста Маринко Вукмановић Маре. Пре Марета на неколико концерата бас су свирали најпре Александар Кравић Цаки, касније члан Балашевићевог пратећег састава, а потом повратник Срба. Следи успешна летња турнеја у оквиру које је посебан значај имао наступ у пуној Скендерији (Сарајево). Нова постава снима обраду великог хита Драгана Стојнића “Била је тако лијепа“, наравно са измењеним текстом, праћену симпатијама обожавалаца и гнушањем њихових родитеља. С обрадом хита групе Холис “Стоп Стоп Стоп“ појављују се у емисији ТВ Београд Рокенролер“, која је те године представљала ЈРТ (Југословенску радио-телевизију) на фестивалу Златна ружа Монтреа. Крајем децембра 1980. наступили су на тзв. Грок концерту на Новосадском сајму, где су такође оставили одличан утисак, али и направили нови инцидент паљењем листа Борба. Новинар локалног дневног листа Дневник Богдан Четник захтева да се група укине!?
С друге стране, о том наступу новинар листа Џубокс Радован А. Вујовић у броју 106 од 16. јануара 1981, између осталог, пише: „Трио постава плус професор Чонта је сигурно запалила публику својим панк хитовима: Бела шљива; Боље да носим кратку косу; Стоп, стоп, стоп; Метод; Била је тако лијепа; Бити ружан, паметан и млад.... А ако волите луди ритам, слушајте Патку..."
У периоду октобар '80 - март '81. група припрема композиције за албум „Страх од монотоније“, чији назив делимично објашњава разлоге изненадног преласка из панка у новоталасне воде, што им већина ранијих фанова, али и критичара, никада није опростила. “Одлучност да раскине са старим, донела је Патки не само нелагодности због неумитног разоткривања сопствених музичких слабости, него и губљење онога што је код ње било најсимпатичније - енергије и жестине..." - Љубо Трифуновић, Џубокс бр. 117 од 19. јуна 1981).
На ретким промотивним концертима публика је редовно инсистирала на композицијама са првог албума, а њихово неприхватање новог курса главни је разлог престанка рада Пекиншке Патке.
Последњи значајнији концерт имали су у Загребу, (Загребачки велесајам '81), са познатим саставима: Рибља чорба, Прљаво казалиште, Филм, Хаустор, Леб и сол, Парни ваљак и други, а званично последњи концерт одржали су истог лета у Калемегданском парку, после чега Чонта одлази у ЈНА. Занимљиво је да од тада никада није обукао џинс (!), али је остао панк икона и за нове генерације.
И данас по негде у граду можете да видите графит „Чонта је Бог!", којим је крајем седамдесетих и почетком осамдесетих био исписан читав град.

## Састав 1978 -1980 / 2008
- Небојша Чонкић Чонта (вокал)
- Срета Ковачевић (гитара)
- Ласло Пихлер (бубањ)
- Борис Ословчан (бас-гитара)

## Састав 1980 - 1981 / 2010 - 2012
- Небојша Чонкић Чонта (вокал)
- Ласло Пихлер (бубањ)
- Зоран Булатовић (гитара)
- Маринко Вукмановић (бас-гитара)

## Дискографија

### Студијски албуми
- Плитка поезија LP (Југотон, 1980)
- Страх од монотоније LP (Југотон, 1981)

### Синглови
- Бити ружан, паметан и млад/Бела шљива SP (Југотон, 1979)
- Боље да носим кратку косу/Ори ори SP (Југотон, 1980)
- Била је тако лијепа/Буба Румба SP (Југотон, 1981)
- Un ano de amor SP (Лонг плеј, 2010)

### Компилације
- Сви марш на плес! (Југотон, 1981)
- (1996)
- (Фалшања кол'ко'ш рекордс, 2004)
- Новосадска панк верзија 1978–2005 (Студентски Културни Центар Нови Сад, 2006)
- Пекиншка патка (Multimedia Records, 2006)